# Desmond Child
Desmond Child (Miami (Florida), 28 oktober 1953) is een Amerikaans musicus, tekstschrijver/componist en muziekproducent.

## Carrière
De carrière van Desmond Child begon toen hij de softrockband Desmond & Rouge in 1975. De band droeg bij aan de film The Warriors met één nummer, Last of an Ancient Breed. Zangeres Maria Vidal verliet de band voor een solocarrière en had een hit in 1985 met het nummer Body Rock.
Na zijn carrière als artiest legde hij zich toe op het schrijven en produceren van muziek. Hij werkt en heeft gewerkt met een grote verscheidenheid aan artiesten zoals Kiss (o.a I Was Made for Lovin' You), Aerosmith (Crazy), Bon Jovi (onder andere Livin' on a Prayer), Alice Cooper (album Trash, met onder andere de hit Poison), Mariah Carey, Meat Loaf, Ricky Martin, Kelly Clarkson en anderen.
Bekende nummers die hij heeft geschreven zijn: Livin' on a Prayer en You Give Love a Bad Name (beide van Bon Jovi), Crazy (Aerosmith) en Livin' la Vida Loca (Ricky Martin).
In 1991 had hij een hit in de Amerikaanse Billboard Top 100 en 4 weken in de Nederlandse Tipparade met het nummer Love on a Rooftop.

## Discografie

### Desmond Child & Rouge
- Desmond Child & Rouge (Capitol Records) (1979)
- Runners in the Night (Capitol Records) (1979)

### Solo
- Discipline (Elektra Records) (1991)

### Voor en met andere artiesten
- Ace Young – Ace Young
- Aerosmith – "Dude (Looks Like a Lady)" (Permanent Vacation, 1987)
- Aerosmith – "Angel" (Permanent Vacation, 1987)
- Aerosmith – "What It Takes" (Pump, 1989)
- Aerosmith – "Crazy" (Get a Grip, 1993)
- Aerosmith – "Hole in My Soul" (Nine Lives, 1997)
- Alice Cooper – "Poison" (Trash, 1989)
- Bon Jovi – "Livin' on a Prayer" (Slippery When Wet, 1986)
- Bon Jovi – "You Give Love a Bad Name" (Slippery When Wet, 1986)
- Bon Jovi – "Bad Medicine" (New Jersey, 1988)
- Bon Jovi – "Born to Be My Baby" (New Jersey, 1988)
- Bon Jovi – "Blood on Blood" (New Jersey, 1988)
- Bon Jovi – "Keep the Faith" (Keep the Faith, 1992)
- Bon Jovi – "I'll Sleep When I'm Dead" (Keep the Faith, 1992)
- Bon Jovi – "Something for the Pain" (These Days, 1995)
- Bon Jovi – "This Ain't a Love Song" (These Days, 1995)
- Bon Jovi – "Misunderstood" (Bounce, 2002)
- Bon Jovi – "All About Lovin' You" (Bounce, 2002)
- Bon Jovi – "Bells of Freedom" (Have A Nice Day ,2005)
- Bon Jovi – "(You Want to) Make a Memory" (Lost Highway, 2007)
- Dream Theater – You Not Me – Falling into Infinity
- Jesse McCartney – Because you live
- Joan Jett & the Blackhearts – "I Hate Myself for Loving You"
- Kiss – "I Was Made for Lovin' You", "Heaven's on Fire"
- La Ley – "Más Allá" (Libertad, 2003)
- Michael Bolton – Soul Provider (1989)
- The Rasmus – Black Roses
- Roxette – You Don't Understand Me (1995)
- Scorpions – Humanity: Hour I (2007)
- Margaret Cho – I Cho Am A Woman (2009)
- Katy Perry – Waking Up In Vegas
- Cher – Save up all your tears
- Sebastian Bach – Falling Into You (Angel Down)
- Paul Stanley – Live to Win, Lift, Wake up screaming, All about you, Where Angels Dare (Live to WIn)
- Ratt – "Shame Shame Shame" (1990), "Lovin' You's a Dirty Job" (1990), "One Step Away" (1990), "Heads I Win, Tails You Lose" (1990) en "Givin' Yourself Away" (1990)
- Tokio Hotel – Zoom/Zoom into Me (2009)
- Tokio Hotel – Therapy (2009)
- Tokio Hotel – In Your Shadow I Can Shine (2009)